# Товкацкий, Василий Сергеевич
Василий Сергеевич Товкацкий (укр. Василь Сергійович Товкацький; 14 января 1983, Львов, УССР) — украинский футболист, нападающий.

## Биография
Воспитанник львовского футбола. Начал карьеру в клубе «Карпаты-2», но в основе львовского клуба закрепиться так и не смог. В 2002—2003 годах попробовал свои силы в белорусских клубах «Гомель» и «Славия» (Мозырь) за которые провёл 17 и 12 матчей соответственно, забив 3 гола за «Гомель», за «Славию» не отличался.
В 2004 году перешёл в луцкую «Волынь», проведя всего 3 матча отправился в аренду в ужгородский клуб «Закарпатье», где провёл 11 матчей. Вернувшись из аренды вновь выступал за «Волынь», но уже продуктивнее — провёл 44 матча и забил 6 голов.
В 2007 году перешёл в «Нефтяник» из Ахтырки, провёл 16 матчей и забил 2 гола. В 2008 году играл за польский клуб «Гетман» из города Замостье. Там Товкацкий не смог заиграть и вернулся на Украину.
В 2009 году перешёл в «Арсенал» из Белой Церкви, провёл 9 матчей и отметился 4 голами. В 2009 году тернопольская «Нива» подписала контракт с Товкацким сроком на один год. За «Ниву» провёл 17 матчей и забил 4 гола.
В «Арсенал» вернулся в том же 2009 году. Но уже начал выступать все чаще в основном составе, в итоге провёл 94 матча и отметился 17 раз.
В начале 2013 года состоялось возвращение игрока в «Ниву». До конца 2013 года выступал под 13 номером, провёл 10 матчей и забил 1 гол.
В 2014—2015 годах играл за любительский клуб «Демня» (чемпионат и кубок Львовской области, любительский кубок Украины; в 2015 г. команда стала вторым призёром областного чемпионата).